# بومیرس
بومیرس (به فرانسوی: Bommiers) یک کمون در فرانسه است که در اندر واقع شده‌است. بومیرس ۲۸٫۳۸ کیلومتر مربع مساحت و ۲۹۲ نفر جمعیت دارد و ۱۶۱ متر بالاتر از سطح دریا واقع شده‌است.